# Camarões-Portugal em futebol
Esta lista de jogos de futebol é uma visão geral de todos os jogos oficiais de futebol entre as seleções de Camarões e Portugal Ambos os países jogaram juntos duas vezes até agora, começando por um amistoso em 1 de junho de 2010 na Covilhã. O último jogo, também amistoso, foi jogado em Lille (França) em 5 de março de 2014. Para ambas as equipes, este foi um jogo de preparação na Copa do Mundo de 2014.

## Histórico
Histórico do confronto entre Camarões e Portugal no futebol profissional, categoria masculino:
| Data               | Cidade           | Jogo                | Resultado | Competição    | Referências |
| 1 de junho de 2010 | Covilhã Portugal | Portugal - Camarões | 3 – 1     | jogo amigável | [ 1 ]       |
| 5 de março de 2014 | Leiria Portugal  | Portugal - Camarões | 5 – 1     | jogo amigável | [ 2 ]       |

## Estatísticas
- Atualizado até 14 de outubro de 2018 [3]

| Equipe   | Jogos | Vitórias | Empates | Gols marcados |
| -------- | ----- | -------- | ------- | ------------- |
| Camarões | 2     | 0        | 0       | 2             |
| Portugal | 2     | 2        | 0       | 8             |

### Números por competição
| Competição    | Jogos | Vitórias dos Camarões | Empates | Vitórias do Portugal | Gols dos Camarões | Gols do Portugal |
| ------------- | ----- | --------------------- | ------- | -------------------- | ----------------- | ---------------- |
| Jogo Amistoso | 2     | 0                     | 0       | 2                    | 2                 | 8                |

## Detalhes
| 1 de junho de 2010          | Portugal                          | 3 – 1     | Camarões        | Complexo Desportivo da Covilhã, Covilhã     |
| 15:30 (UTC−3) 19:30 (UTC+1) | Raul Meireles 32', 47' · Nani 81' | Relatório | 69' Pierre Webo | Público: 12 000 Árbitro: GER Michael Weiner |

| 5 de março de 2014          | Portugal                                                                                             | 5 – 1     | Camarões              | Estádio Dr. Magalhães Pessoa, Leiria        |
| 17:45 (UTC-3) 21:45 (UTC+1) | Cristiano Ronaldo 21', 83' · Raul Meireles 66' · Fábio Coentrão 67' · Arnaldo Edi Lopes da Silva 77' | Relatório | 43' Vincent Aboubakar | Público: 21 335 Árbitro: ENG Andre Marriner |